# Bildmakarna
Bildmakarna és un telefilm suec dirigit per Ingmar Bergman, el qual fou emès el 2000.

## Argument
A finals del 1920, a l'estudi del director de cinema Víctor Sjöström arriba l'escriptora, Premi Nobel, Selma Lagerlöf, amb una història amb la qual el director ha fet la pel·lícula La carreta fantasma.
A l'estudi Lagerlöf coneix Tora, jove actriu debutant i amant del director, que s'enfurisma perquè va ser exclosa de la filmació de la culpa de la gelosa dona del director. Les dues dones, l'escriptora i la jove actriu, trobem més punts en comú entre elles que divisions, i enriquiran les seves experiències.

## Repartiment
- Anita Björk: Selma Lagerlöf
- Carl Magnus Dellow: Julius Jaenzon
- Lennart Hjulström: Victor Sjöström
- Elin Klinga: Tora Teje